# 文塔贝尔加鲁姆

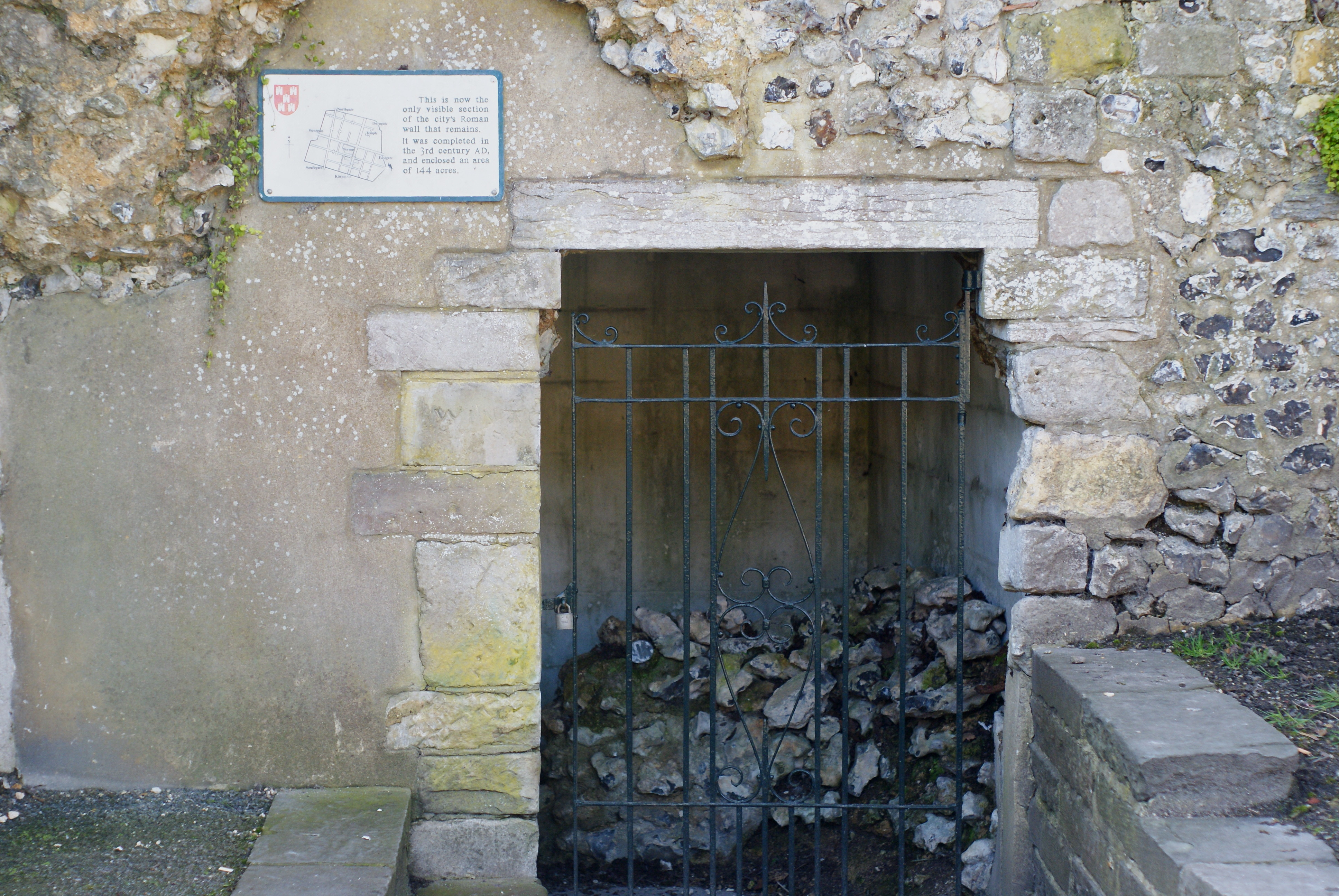
位于中世纪城墙之下的罗马世代城基遗迹

51°03′47″N 1°19′01″W / 51.063°N 1.317°W
文塔贝尔加鲁姆 （拉丁語：Venta Belgarum）是罗马帝国统治不列颠时期，在上不列颠行省建立的一座城市。在今汉普郡的温切斯特。
“文塔”一名出自古布立吞語，是“城镇”或“聚所”之意。2世纪达到鼎盛，4世纪时逐渐衰落。